# Villequiers

Villequiers este o comună în departamentul Cher, Franța. În 1 ianuarie 2022 avea o populație de 445 de locuitori.